# NGC 807
NGC 807 est une galaxie elliptique située dans la constellation du Triangle. NGC 807 a été découverte par l'astronome germano-britannique William Herschel en 1784. 

## Caractéristiques
Sa vitesse par rapport au fond diffus cosmologique est de 4 507 ± 22 km/s, ce qui correspond à une distance de Hubble de 66,5 ± 4,7 Mpc (∼217 millions d'al).
À ce jour, une mesure non basée sur le décalage vers le rouge (redshift) donne une distance d'environ 53,700 Mpc (∼175 millions d'al). Cette valeur est à l'extérieur des valeurs de la distance de Hubble. Notons que c'est avec la valeur moyenne des mesures indépendantes, lorsqu'elles existent, que la base de données NASA/IPAC calcule le diamètre d'une galaxie et qu'en conséquence le diamètre de NGC 807 pourrait être d'environ 42,5 kpc (∼139 000 al) si on utilisait la distance de Hubble pour le calculer.
NGC 807 présente une large raie HI.
La classification de spirale par le professeur Seligman est probablement erronée.

## Groupe de NGC 807
NGC 807 fait partie d'un petit groupe de cinq galaxies auquel elle a donné son nom. Les quatre autres galaxies du groupe de NGC 807 sont UGC 1565, UGC 1565, UGC 1565 et MK 365. Trois de ces galaxies sont aussi mentionnées dans un article d'Abraham Mahtessian parue en 1998, soit NGC 807, UGC 1590 et UGC 1591 respectivement noté par Mahtessian 0203+2933 (pour CGCG 0203.2+2933) et 0203+2944 (pour CGCG 0203.3+2944).